# Flavio Studio
Flavio Studio (latino: Flavius Studius; fl. 454-464) fu un politico dell'Impero romano d'Oriente.

## Biografia

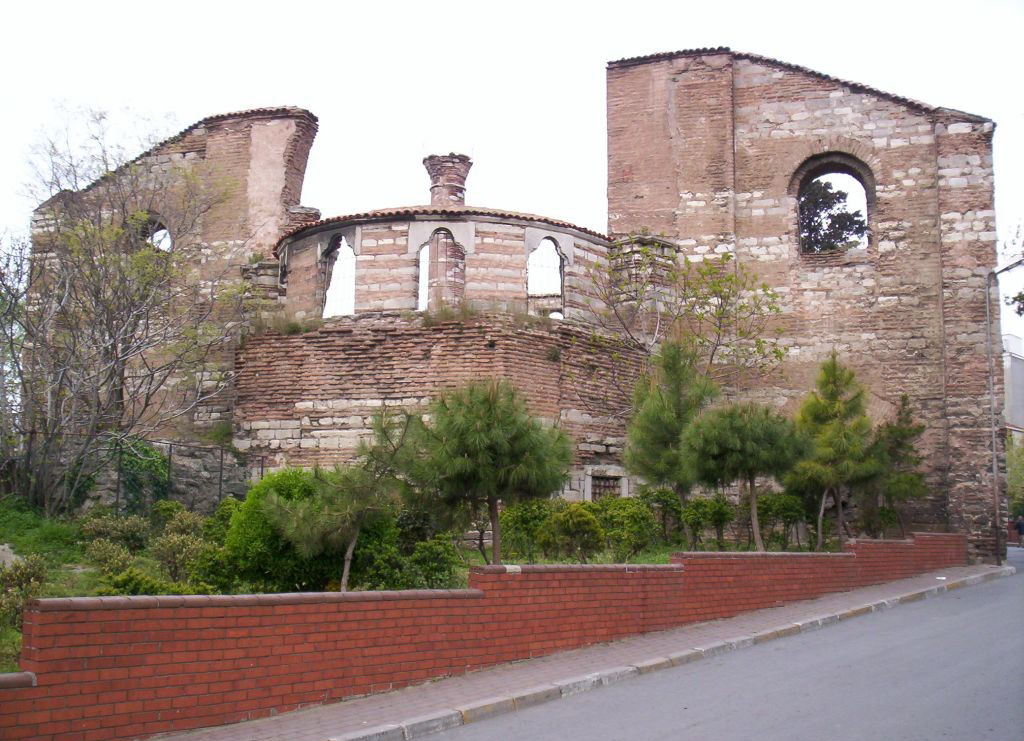
Resti del Monastero di Studion, fondato da Studio nel 464.

Studio fu console del 454, assieme al funzionario Flavio Ezio, anch'egli scelto dalla corte orientale.
Di nobile nascita e di notevole ricchezza, era un cristiano fervente. Nel 464, anno in cui è attestato come patricius, costruì la chiesa di San Giovanni Battista e l'annesso monastero di Studion; la chiesa, posta nel quartiere Psammathia vicino alla moderna chiesa di San Costantino e a poca distanza dalla Porta Aurea, fu parzialmente demolita per edificarvi sopra la moschea dell'emiro Ahor Jamissi.